# وندژی یی
وندژی یی (به انگلیسی: Vandazhi-II) یک روستا در هند است که در کرالا واقع شده‌است.

## خصوصیات
وندژی یی ۱۱٬۷۷۶ نفر جمعیت دارد.